# Paragarumna pseudolepida
Paragarumna pseudolepida är en insektsart som beskrevs av Frederick Arthur Godfrey Muir 1931. Paragarumna pseudolepida ingår i släktet Paragarumna och familjen Tropiduchidae. Inga underarter finns listade i Catalogue of Life.